# Primary van Arizona 2008
De primary van Arizona was een voorverkiezing die op 5 februari 2008 werd gehouden, de dag van Super Tuesday. Hillary Clinton en John McCain wonnen.

## Democraten
| Legenda: | teruggetrokken voor de primary |

| Arizona Democratische primary 2008 | Arizona Democratische primary 2008 | Arizona Democratische primary 2008 | Arizona Democratische primary 2008 |
| Kandidaat                          | Stemmen                            | Percentage                         | Nationale gedelegeerden            |
| ---------------------------------- | ---------------------------------- | ---------------------------------- | ---------------------------------- |
| Hillary Clinton                    | 229.501                            | 50,37%                             | 31                                 |
| Barack Obama                       | 193.126                            | 42,39%                             | 25                                 |
| John Edwards                       | 23.621                             | 5,18%                              | 0                                  |
| Bill Richardson                    | 2.842                              | 0,62%                              | 0                                  |
| Dennis Kucinich                    | 1.973                              | 0,43%                              | 0                                  |
| Sandy Whitehouse                   | 632                                | 0,14%                              | 0                                  |
| Christopher Dodd                   | 484                                | 0,11%                              | 0                                  |
| Edward Dobson                      | 398                                | 0,09%                              | 0                                  |
| Mike Gravel                        | 340                                | 0,07%                              | 0                                  |
| Richard Grayson                    | 322                                | 0,07%                              | 0                                  |
| Carl Kruger                        | 291                                | 0,06%                              | 0                                  |
| Chuck See                          | 249                                | 0,05%                              | 0                                  |
| William Campbell                   | 248                                | 0,05%                              | 0                                  |
| Frank Lynch                        | 248                                | 0,05%                              | 0                                  |
| Libby Hubbard                      | 209                                | 0,05%                              | 0                                  |
| Michael Oatman                     | 192                                | 0,04%                              | 0                                  |
| Rich Lee                           | 162                                | 0,04%                              | 0                                  |
| Peter Bollander                    | 154                                | 0,03%                              | 0                                  |
| Evelyn Vitullo                     | 132                                | 0,03%                              | 0                                  |
| Philip Tanner                      | 130                                | 0,03%                              | 0                                  |
| Tish Haymer                        | 107                                | 0,02%                              | 0                                  |
| Orion Daley                        | 98                                 | 0,02%                              | 0                                  |
| Leland Montell                     | 94                                 | 0,02%                              | 0                                  |
| Loti Gest                          | 82                                 | 0,02%                              | 0                                  |
| Totaal                             | 455.635                            | 100,00%                            | 56                                 |

## Republikeinen
| Arizona Republikeinse primary 2008 | Arizona Republikeinse primary 2008 | Arizona Republikeinse primary 2008 | Arizona Republikeinse primary 2008 |
| Kandidaat                          | Stemmen                            | Percentage                         | Gedelegeerden                      |
| ---------------------------------- | ---------------------------------- | ---------------------------------- | ---------------------------------- |
| John McCain                        | 255.197                            | 47,17%                             | 50                                 |
| Mitt Romney                        | 186.838                            | 34,53%                             | 0                                  |
| Mike Huckabee                      | 48.849                             | 9,03%                              | 0                                  |
| Ron Paul                           | 22.692                             | 4,19%                              | 0                                  |
| Rudy Giuliani                      | 13.658                             | 2,52%                              | 0                                  |
| Fred Thompson                      | 9.492                              | 1,75%                              | 0                                  |
| Duncan Hunter                      | 1.082                              | 0,20%                              | 0                                  |
| Alan Keyes                         | 970                                | 0,18%                              | 0                                  |
| John McGraph                       | 490                                | 0,09%                              | 0                                  |
| Frank McEnulty                     | 333                                | 0,06%                              | 0                                  |
| Sean Murphy                        | 269                                | 0,05%                              | 0                                  |
| John Fitzpatrick                   | 199                                | 0,04%                              | 0                                  |
| James Mitchell Jr.                 | 193                                | 0,04%                              | 0                                  |
| David Ruben                        | 104                                | 0,02%                              | 0                                  |
| Michael Burzinski                  | 98                                 | 0,02%                              | 0                                  |
| Jerry Curry                        | 98                                 | 0,02%                              | 0                                  |
| Jack Shepard                       | 78                                 | 0,01%                              | 0                                  |
| Bob Forthan                        | 75                                 | 0,01%                              | 0                                  |
| Michael Shaw                       | 62                                 | 0,01%                              | 0                                  |
| Hugh Cort                          | 58                                 | 0,01%                              | 0                                  |
| Daniel Gilbert                     | 53                                 | 0,01%                              | 0                                  |
| Rick Outzen                        | 53                                 | 0,01%                              | 0                                  |
| Charles Skelley                    | 50                                 | 0,01%                              | 0                                  |
| Rhett Smith                        | 44                                 | 0,01%                              | 0                                  |
| Totaal                             | 541.035                            | 100%                               | 53*                                |

* Inclusief 3 unpledged Republican National Committee gedelegeerden